# Шаллабург (замок)
Шаллабург (нем. Schallaburg) — средневековый каменный замок, расположенный в Австрии на высоком холме в коммуне Шоллах, в округе Мельк, в земле Нижняя Австрия. С 1974 года комплекс служит выставочным центром земли Нижняя Австрия. Вместе с аббатством Мельк является одним из самых популярных экскурсионных объектов региона. По своему типу относится к замкам на вершине.

## История

### Античность
Первые каменные укрепления на месте нынешнего замка появились ещё во времена Римской империи. Об этом свидетельствуют археологические находки на замковой горе. Возможно, здесь был форт римских легионеров. Однако подробных сведений об этом сооружении не сохранилось.

### Ранний период

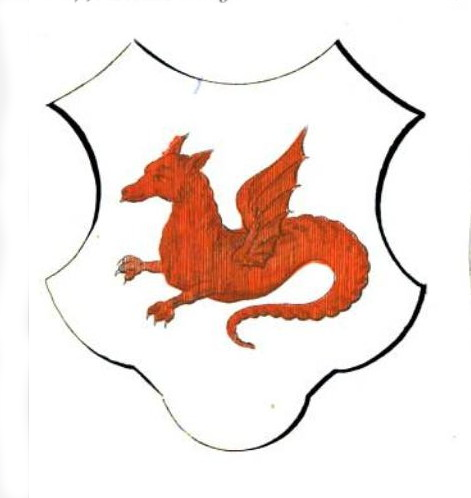
Герб графского рода Шала (дворянский род)

Известно имя первого владельца небольшой крепости на месте нынешнего замка. Это был граф Зигхард фон Шала. Построенный им замок позволял контролировать всю долину и проходящие по ней торговые пути. Основатель Шаллабурга погиб в Регенсбурге в 1104 году. Замок унаследовали его потомки. Однако в следующем столетии род графов фон Шала пресёкся.
В 1242 году замок впервые упоминается в документах как «Крепость Шала» (Feste Schala). С XIII по XV века ею владели представители дворянского рода фон Зелькинг. 

### Эпоха Ренессанса

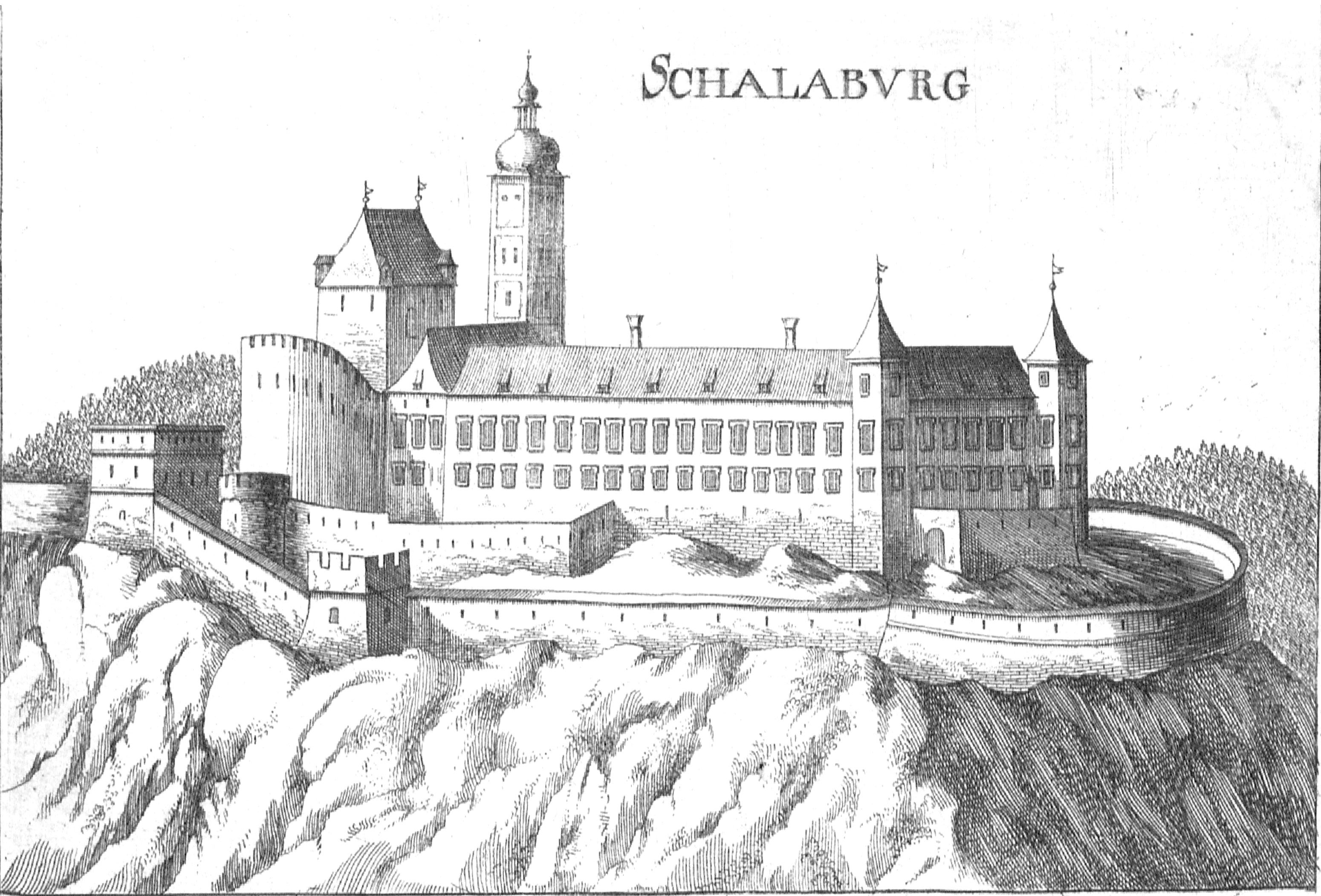
Замок на рисунке 1670 года

С 1450 по 1614 год Шаллабург принадлежал аристократической семье фон Лозенштейн. В этот период времени унитарное фортификационное сооружение было превращено в роскошный дворцово-замковый комплекс. Сооружение перестраивалось в стиле Ренессанс. 

Герб рода Лозенштайн (дворянский род)

Владельцы приняли активное участие в Реформации на стоороне Мартина Лютера. Замок Шаллабург стал центром нового учения в Нижней Австрии. В соседнем селении Лоосдорф Ганс Вильгельм фон Лозенштайн в середине XVI века основал школу для протестантской молодёжи. Это учреждение обрело известность далеко за пределами региона.  
После смерти Ганса Вильгельма фон Лозенштайна остались огромные долги. В итоге его наследники оказались вынуждены продать замок. Новыми собственниками стали представители семьи . Однако и этот род не справился с бременем чрезмерных доходов. В 1660 году Шаллабург был отдан в уплату за долги семье Клетцль фон Альтенах по религиозным причинам. Причём новые собственники придерживались католицизма.

### XVIII-XIX века
В 1762 году Шаллабург приобрёл Барфоломэус III фон Тинти. Его потомки владели дворцово-замковым комплексом до середины XX века.

### XX век
В период с 1906 по 1908 год барон Карл Густав фон Тинти реконструировал большой аркадный двор. После завершения Первой мировой войны и распада Австро-Венгерской империи род фон Тинти резко обеднел. Семейная резиденция без должного ухода стала ветшать и приходить в упадок. В итоге барон Гуго фон Тинти решил продать замок. В 1940 году новым владельцем Шаллабурга оказался барон Йозеф фон Нагель-Дорник из Вестфалии. 
После Второй мировой войны замок был передан в управление концерна УСИА как собственность, изъятая у нацистской Германии. В соответствии с межгосударственным договором вскоре Шаллабург перешёл в непосредственное владение Австрийской Республики.
В 1968 году власти земли Нижняя Австрия выкупили сооружение. В замке был проведён масштабный ремонт. Работы начались в 1968 и продолжались шесть лет. Реконструкцией и реставрацией руководил архитектор Вильгельм Зотти. В 1974 году в комплексе открылся выставочный центр международного уровня.

## Описание замка

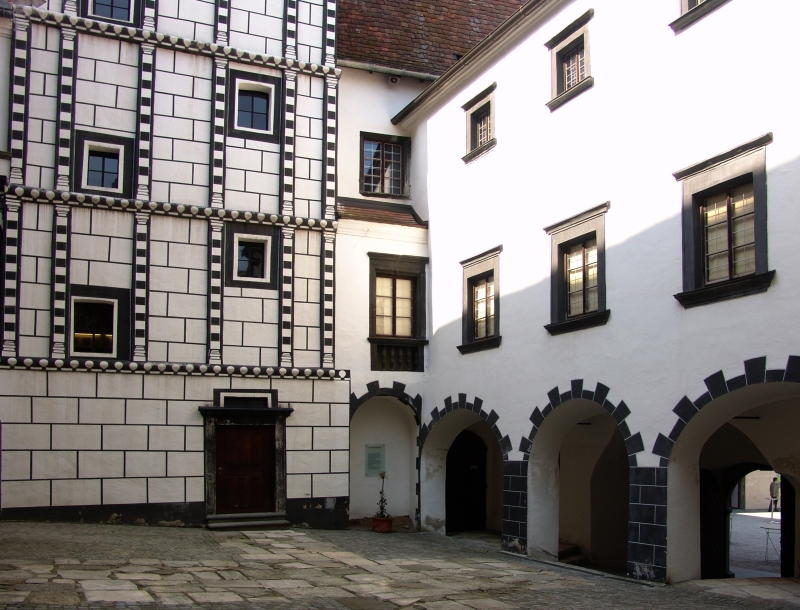
Внутренний двор замка

### Общие сведения
Шаллабург изначально представлял собой классический фортификационный средневековый комплекс: главная башня (бергфрид), жилое здание владельцев, капелла, хозяйственные постройки и внешний контур каменных стен с угловыми башнями. Основные сооружения были возведены около 1100 года. 
Самым уязвимым местом считалась южная стена. Поэтому её высота и толщина в последующем только увеличивались. В южной части комплекса располагался и единственный вход внутрь. Перед главными воротами имелся глубокий ров и подъёмный мост. С южной стороны со временем появился просторный форбург, где находились конюшни, склады, мастерские, а также жилые помещения для солдат гарнизона и слуг. 

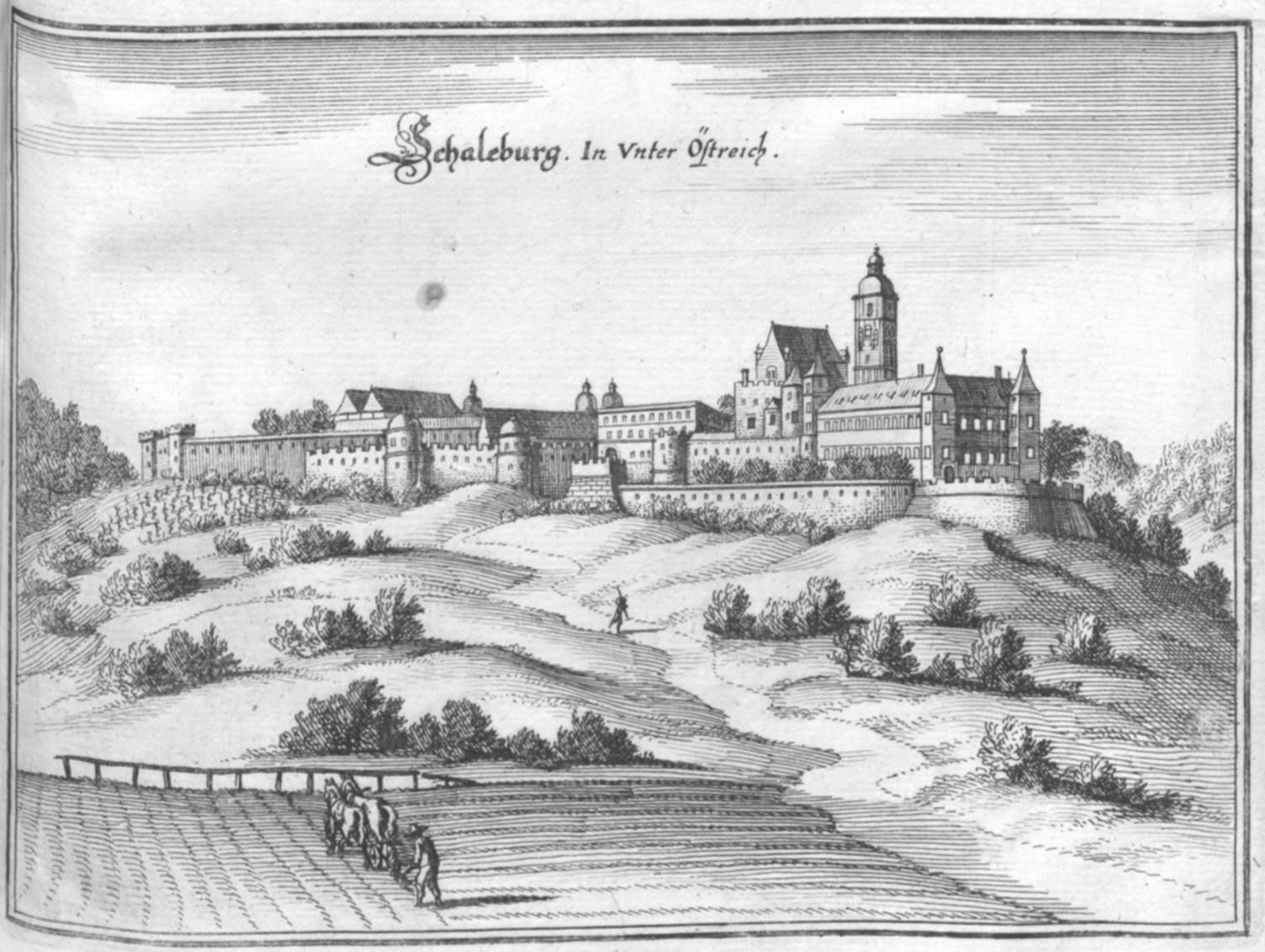
Комплекс на рисунке 1679 года

Главное здание, где проживали собственники Шаллабурга, многократно перестраивалось. В эпоху Ренессанса его высота была доведена до пяти этажей. Боковые крылья образовали четырёхугольный двор неправильной формы. Примерно в 1570 году в северной части дворца добавилась аркада, характерная для дворцов периода Возрождения. К XVII веку многократные реконструкции неузнаваемо преобразили Шаллабург. От прежней цитадели с узкими окнами-бойницами и тесными проходами почти ничего не осталось. Вместо неё возникла просторная резиденция, в которой нашлось место для Рыцарского зала, роскошных спален и гостиных, большой столовой и других помещений.
Последняя масштабная реконструкция проводилась в период с 1540 по 1600 год при власти Кристофа II и Ганса Вильгельма фон Лозенштейна. Появились большие окна, а многие сугубо фортификационные элементы, характерные для Средневековья, просто снесли. Однако снаружи сохранили и укрепили стены и башни, способные противостоять осаде с применением огнестрельного оружия. С той поры Шаллабург в целом сохранился без радикальных изменений.
На месте бывшего форбурга уже три столетия располагается сад с клумбами, дорожками и газонами.

### Ворота замка
Внутрь можно попасть через двое главных ворот, расположенных в специальных башнях. Над вторыми воротами расположен объёмный герб рода Лозенштайн-Рогендорф. Он был изготовлен в 1598 году. 

### Аркадные дворики

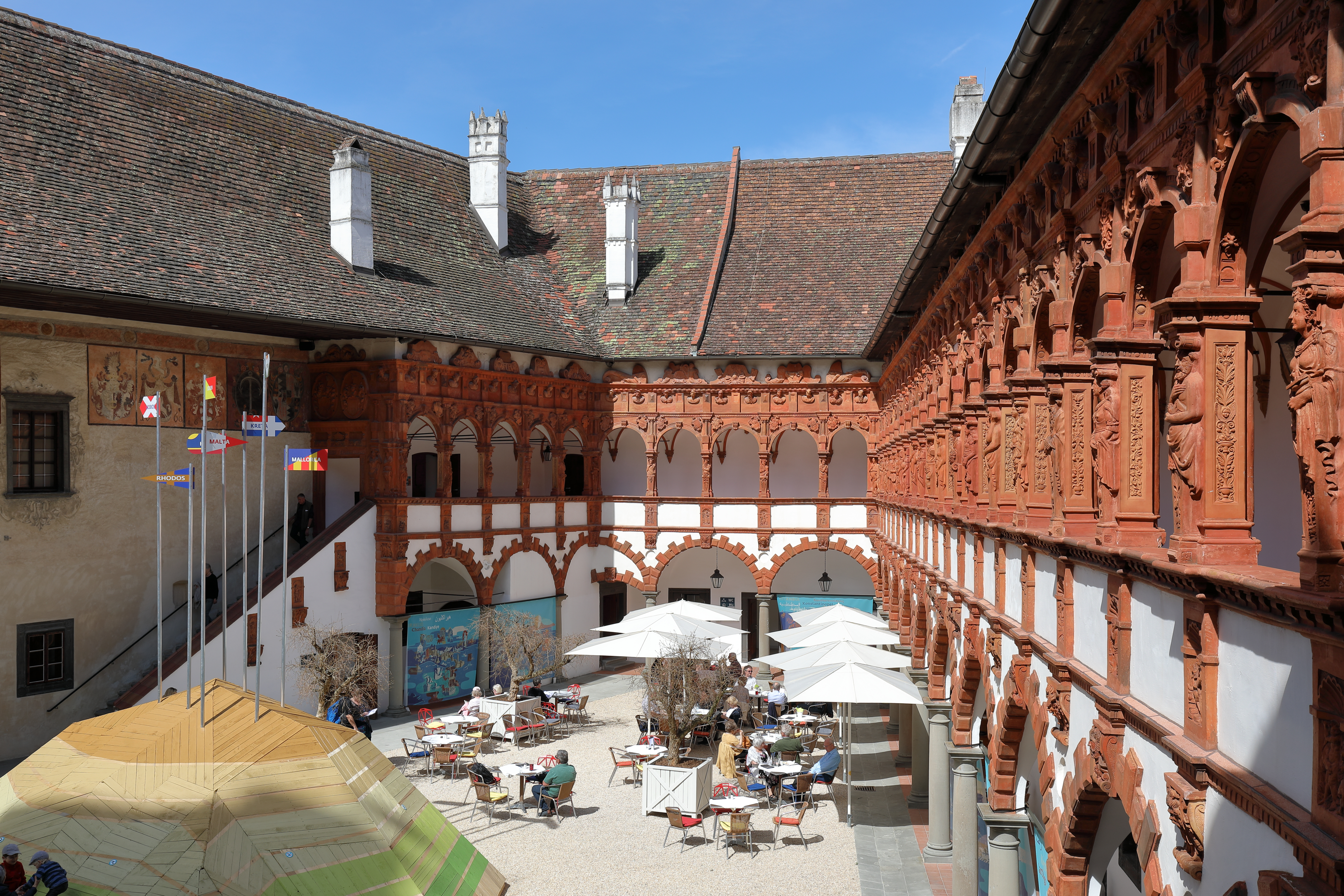
Аркадный двор

Большой аркадный двор, имеющий форму трапеции, появился около 1575 года. Он получил терракотовую облицовку, состоящую примерно из 1600 отдельных архитектурных элементов. Это уникальным памятником такого рода для так называемого немецкого Возрождения.

## Выставочный комплекс
Шаллабург принадлежит земле Нижняя Австрия и с 1974 года в нём действует крупный выставочный комплекс. Здесь имеются постоянные экспозиции, а также проводятся тематические выставки. Например, с 11 июня 1995 года в главном здании действует постоянная выставка «Игрушки – мир в миниатюре». С 1997 года в замке Шаллабург ежегодно проводится фестиваль игр. С 2003 года здесь проходит фестиваль природных садов. В 2014 году в Шаллабурге к годовщине начала Первой мировой войны открылась крупнейшая в Европе выставка, посвященная событиям 1914-1918 годов.

## Галерея

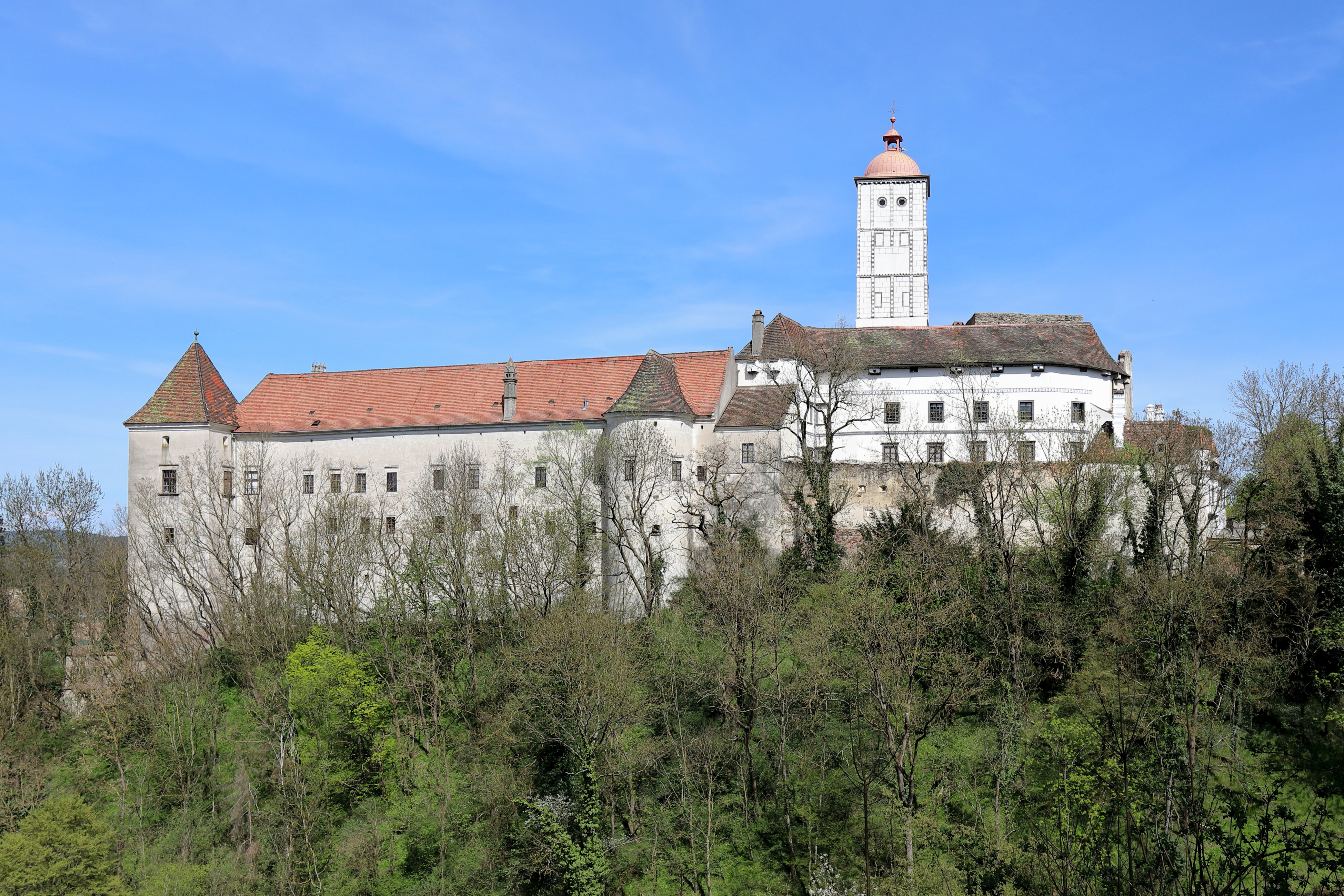
Вид замка с западной стороны
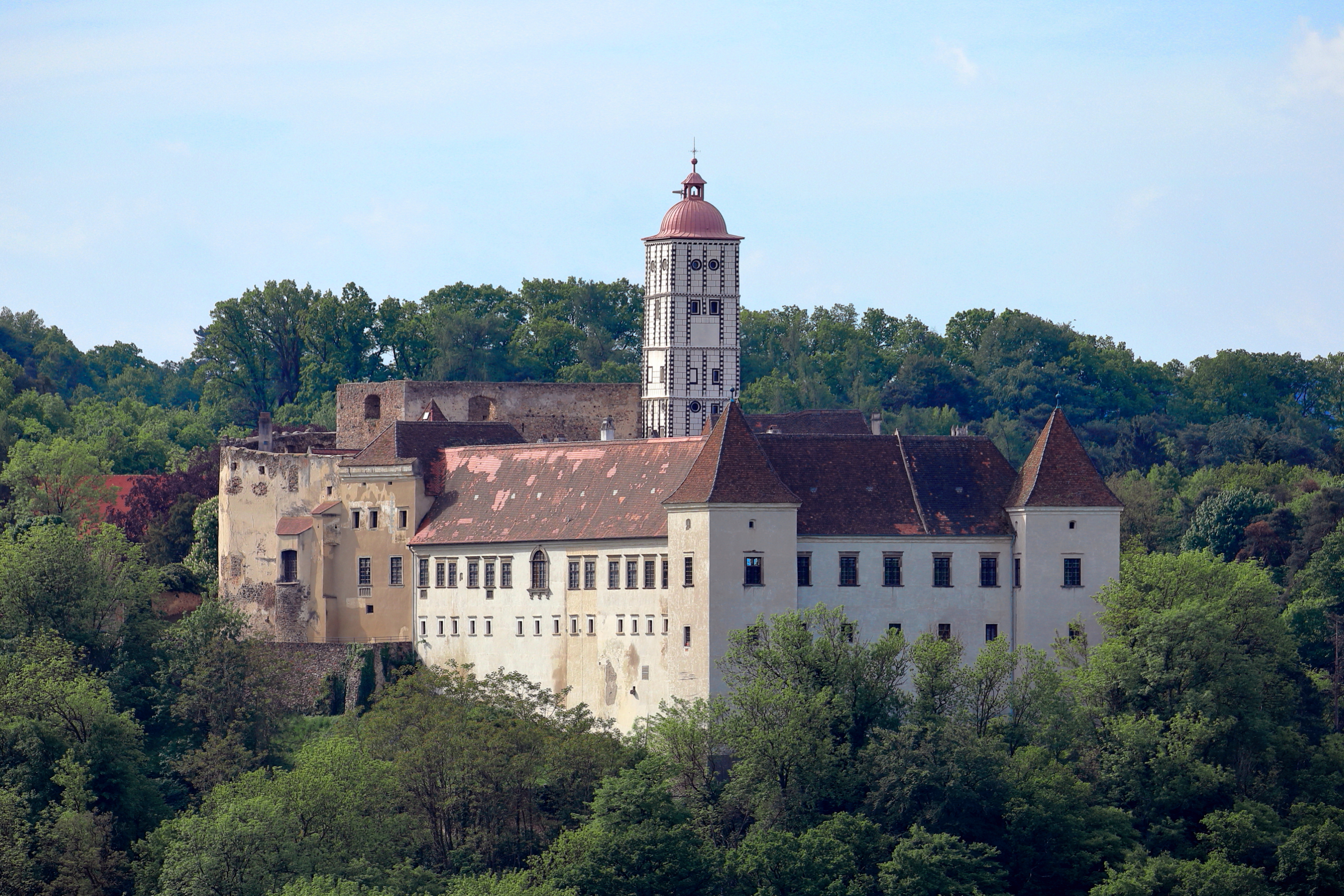
Вид замка с северной стороны
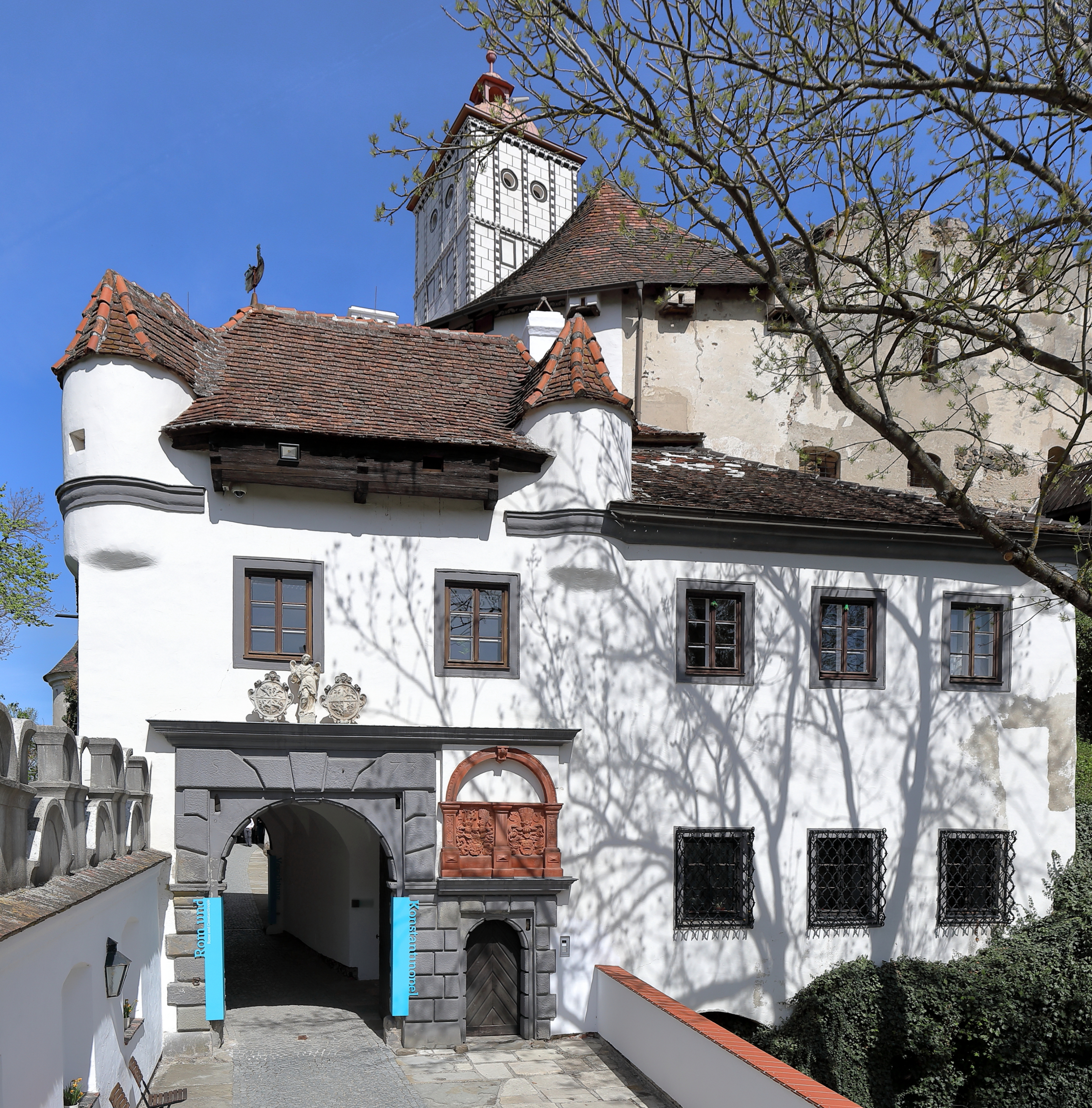
Ворота, ведущие в замок
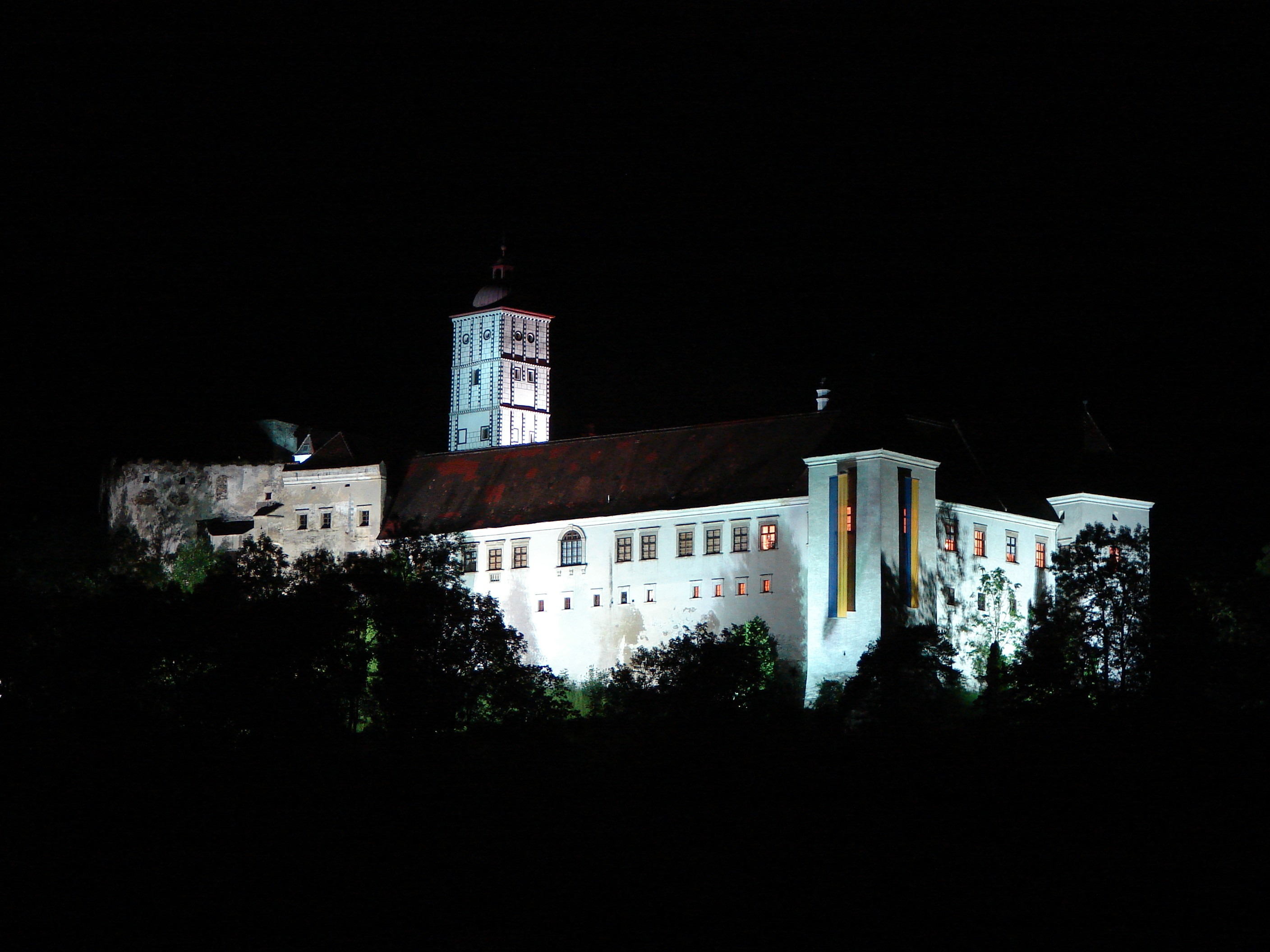
Вид замка в ночное время
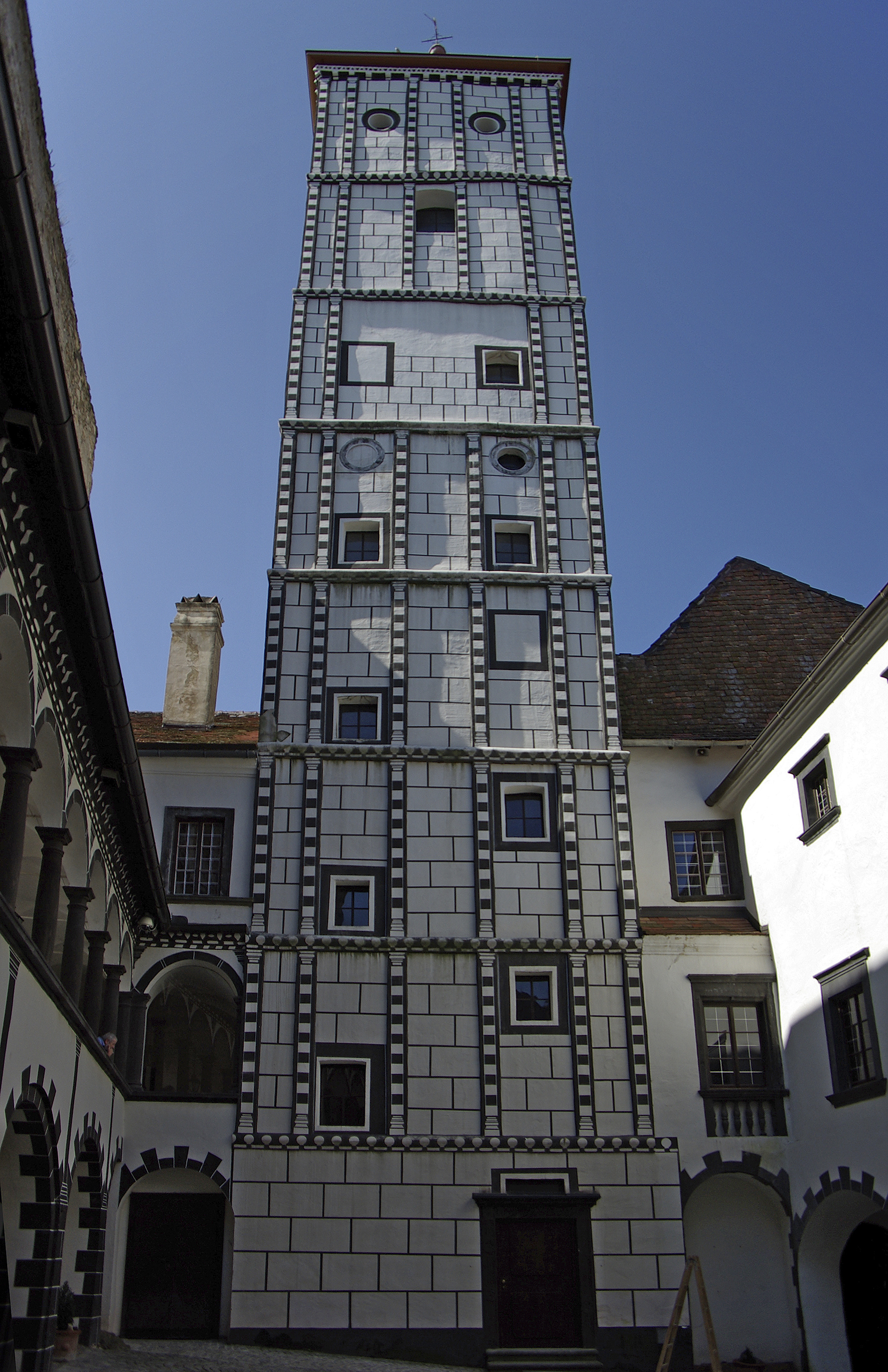
Бергфрид замка
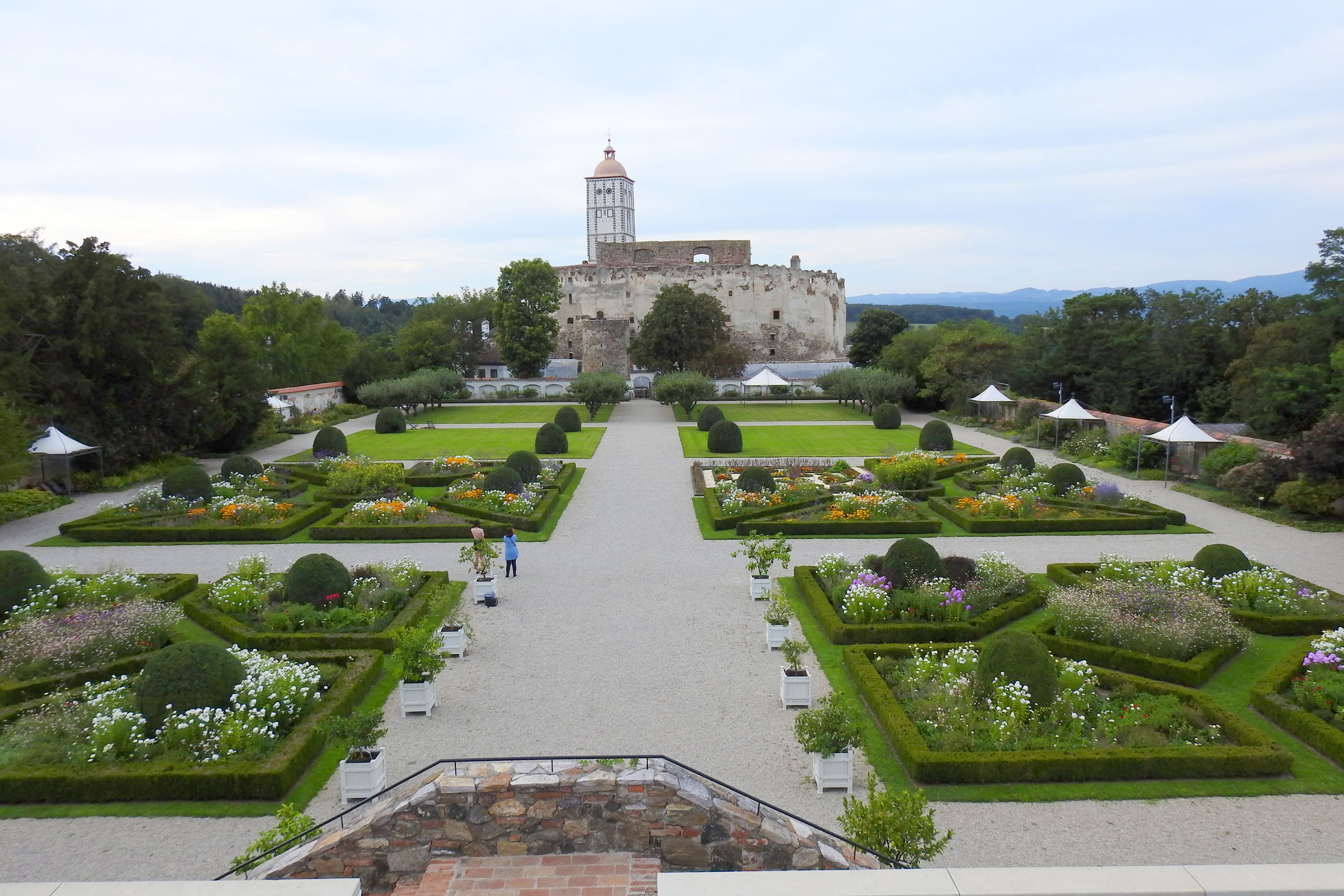
Сад перед замком